# Сантарка
Санта́рка (стара назва хутір Фелісин) — село в Україні, в Ушомирській сільській територіальній громаді Коростенського району Житомирської області. Населення становить 268 осіб (2001).

## Географія
Селом протікає річка Сінтірка, права притока Ужу.

## Населення

### Мова
Розподіл населення за рідною мовою за даними перепису 2001 року:
| Мова       | Кількість | Відсоток |
| ---------- | --------- | -------- |
| українська | 267       | 99.63 %  |
| російська  | 1         | 0.37 %   |
| Усього     | 268       | 100 %    |

## Історія
У 1906 році — село Ушомирської волості Житомирського повіту Волинської губернії. Відстань від повітового міста 66 верст, від волості 9. Дворів 16, мешканців 57.
У 1925—1954 роках — адміністративний центр колишньої Сантарської сільської ради Коростенського району.

## Персоналії
- Пасічна Зоя Сергіївна (1947—2018) — українська майстриня декоративного розпису.